# 片山象三
片山 象三（かたやま しょうぞう、1961年〈昭和36年〉2月11日 - ）は、日本の政治家、実業家。兵庫県西脇市長（3期）。

## 概要
兵庫県西脇市生まれ。兵庫県立西脇高等学校卒業。同志社大学商学部卒業。1989年（平成元年）、繊維機械商社の株式会社片山商店に入社。2000年（平成12年）、同商店代表取締役社長に就任。
2005年（平成17年）、片山は他企業の9名の経営者ともに「多品種小ロット織物生産システム」で第1回ものづくり日本大賞内閣総理大臣賞を受賞した。また、片山の会社は2008年（平成20年）2月19日放映の『プロフェッショナル 仕事の流儀』に取り上げられた。
2013年（平成25年）10月27日に行われた西脇市長選挙に自由民主党の推薦を受けて立候補。前市議会議長の池田勝雄との一騎打ちを制し、初当選した。投票率は54.73％だった。11月13日、市長就任。2017年（平成29年）、2021年（令和3年）、いずれも無投票再選。